# Libelloides jungei
Libelloides jungei är en insektsart som beskrevs av Aistleitner 1982. Libelloides jungei ingår i släktet Libelloides och familjen fjärilsländor. Inga underarter finns listade i Catalogue of Life.